# Joseph von Winiwarter (Politiker)
Joseph Maximilian Edler von Winiwarter (* 1815 in Lemberg; † 1903 in Wien) war ein österreichischer Jurist und Politiker.

## Familie
Von Winiwarter war der Sohn von Joseph von Winiwarter und dessen Ehefrau Franziska geb. Holfeld (* 1784; † 9. November 1833). Er war katholischer Konfession und heiratete Helene Bach (1818–1894). Aus der Ehe gingen unter anderem die Ärzte Felix von Winiwarter und Alexander von Winiwarter hervor.

## Leben
Von Winiwarter studierte von 1835 bis 1840 Rechtswissenschaften an der Universität Wien und wurde dort 1841 zum Dr. jur. promoviert. Er war Hof- und Gerichtsadvokat in Wien. Vom 3. Juni 1848 bis zum 24. August 1848 vertrat er den Wahlkreis Böhmen (Kreis Bunzlau, Reichenberg) in der Frankfurter Nationalversammlung. Im Parlament blieb er fraktionslos und stimmte mit dem Linken Centrum. Nachfolger wurde Franz Möller. Ab 1851 war er Gesellschafter und Geldgeber der von seinem Bruder Georg und dem Chemiker Friedrich von Gersheim gegründeten Firma Winiwarter & Gersheim in Gumpoldskirchen.

## Werke
Er war Verfasser juristischer und politischer Schriften, darunter:
- „Die Amortisation der öffentlichen Creditseffecten nach den gegenwärtig bestehenden Vorschriften“ (Diss., Wien 1841, 8°.)
- „Erörterung der Frage: ob nach dem österreichischen bürgerlichen Rechte Nichterzeugte giltig durch einen letzten Willen berufen werden können“, in: Der Jurist, Band 9).